# ハロルド・ヴィック
ハロルド・ヴィック（Harold Vick、1936年4月3日 - 1987年11月13日）は、アメリカのハード・バップやソウル・ジャズのサックスとフルート奏者である。ノースカロライナ州ロッキーマウント出身。
ハロルド・ヴィックは、1960年代と1970年代にリーダーとして、幾つかのアルバムをリリースし、とりわけ、グラント・グリーン、ジャック・マクダフ、ジミー・マクグリフとシャーリー・スコット等、サイドマンとして参加した。ハロルド・ヴィックはまた、ナット・アダレイ、アレサ・フランクリン、ディジー・ガレスピー、マーサー・エリントン、サラ・ヴォーン、ビリー・テイラー、ドナルド・バード、ホレス・シルヴァー、レイ・チャールズ、ジーン・アモンズと共演した。
ハロルド・ヴィックは、映画『スターダスト・メモリー』、『コットンクラブ』に演奏で出演を果たした。また、スパイク・リーの映画『スクール・デイズ』にも出演している。

## ディスコグラフィ

### リーダー・アルバム
- 『ステッピン・アウト』 - Steppin' Out! (1963年、Blue Note)
- The Caribbean Suite (1966年、RCA Victor)
- Straight Up (1966年、RCA Victor)
- Watch What Happens (1967年、RCA Victor)
- The Power of Feeling (1973年、Encounter) ※『Sir Edward』として再発
- Commitment (1974年、Muse) ※1967年録音
- Don't Look Back (1974年、Strata-East)
- 『アフター・ザ・ダンス』 - After the Dance (1977年、Wolf)

### 参加アルバム
ジャック・マクダフ
- 『グッドナイト、イッツ・タイム・トゥ・ゴー』 - Goodnight, It's Time to Go (1961年、Prestige)
- Brother Jack Meets the Boss (1962年、Prestige) ※with ジーン・アモンズ
- 『ソウル・サミットVol.2』 - Soul Summit Vol. 2 (1962年、Prestige) ※with ジーン・アモンズ
- Somethin' Slick! (1963年、Prestige)
- 『クラッシュ!』 - Crash! (1963年、Prestige) ※with ケニー・バレル
- Brother Jack at the Jazz Workshop Live! (1963年、Prestige)
- Soul Circle (1968年、Prestige) ※1964年-1966年録音
- Steppin' Out (1969年、Prestige) ※1961年-1966年録音
- On With It! (1971年、Prestige) ※1961年録音
- The Fourth Dimension (1974年、Cadet)
- 『リヴ・イット・アップ』 - Live It Up (1984年、Sugar Hill)

ホレス・シルヴァー
- 『トータル・レスポンス』 - Total Response (1972年、Blue Note)
- All (The United States Of Mind / Phase 3) (1972年、Blue Note)
- The United States of Mind (2004年、Blue Note) ※コンピレーション

その他
- ウォルター・ビショップ・ジュニア : 『コーラル・キイズ』 - Coral Keys (1971年、Black Jazz)
- コンポスト : 『コンポスト』 - Compost (1972年、Columbia)
- コンポスト : 『ライフ・イズ・ラウンド』 - Life Is Round (1973年、Columbia)
- ジョー・チェンバース : The Almoravid (1974年、Muse)
- グラント・グリーン : 『ヒズ・マジェスティ・キング・ファンク』 - His Majesty King Funk (1965年、Verve)
- グラント・グリーン : 『ザ・ファイナル・カムダウン』 - The Final Comedown (1971年、Blue Note)
- リチャード・ホルムズ : Soul Mist! (1970年、Prestige) ※1966年録音
- サム・ジョーンズ : 『サムシング・ニュー』 - Something New (1979年、Interplay)
- マイク・ロンゴ : 『トーク・ウィズ・ザ・スピリッツ』 - Talk with the Spirits (1976年、Pablo)
- レス・マッキャン : Another Beginning (1974年、Atlantic)
- ジミー・マクグリフ : 『シティ・ライツ』 - City Lights (1981年、JAM)
- ジミー・マクグリフ : 『ムーヴィン・アップサイド・ザ・ブルース』 - Movin' Upside the Blues (1982年、JAM)
- ボブ・モーゼス : Home in Motion (2012年、Ra-Kalam)
- ジミー・オーウェンズ : Headin' Home (1978年、A&M/Horizon)
- ジョン・パットン : 『アロング・ケイム・ジョン』 - Along Came John (1963年、Blue Note)
- ジョン・パットン : 『オー・ベイビー!』 - Oh Baby! (1965年、Blue Note)
- デューク・ピアソン : 『プレイリー・ドッグ』 - Prairie Dog (1966年、Atlantic)
- ヒューストン・パーソン : Houston Express (1971年、Prestige)
- ブー・プレザント : Ms. Bu (1973年、Muse)
- バーナード・パーディ : 『ソウル・イズ』 - Soul Is... Pretty Purdie (1972年、Flying Dutchman)
- ファラオ・サンダース : 『ライヴ・アット・ジ・イースト』 - Live at the East (1972年、Impulse!)
- シャーリー・スコット : One for Me (1974年、Strata-East)
- チャールズ・トリヴァー : 『インパクト』 - Impact (1975年、Strata-East)
- マッコイ・タイナー : 『コスモス』 - Cosmos (1977年、Blue Note) ※1969年録音
- ジョニー・ハモンド・スミス : 『ワイルド・ホース・ロック・ステディ』 - Wild Horses Rock Steady (1971年、Kudu)
- ジョニー・ハモンド・スミス : 『ギャンブラーズ・ライフ』 - Gambler's Life (1974年、Salvation)
- ラリー・ウィリス : 『インナー・クライシス』 - Inner Crisis (1973年、Groove Merchant)